# Big Cabin
Big Cabin é uma cidade  localizada no estado norte-americano de Oklahoma, no Condado de Craig.

## Demografia
Segundo o censo norte-americano de 2000, a sua população era de 293 habitantes. 
Em 2006, foi estimada uma população de 299, um aumento de 6 (2.0%).

## Geografia
De acordo com o United States Census Bureau tem uma área de 
5,4 km², dos quais 5,4 km² cobertos por terra e 0,0 km² cobertos por água. Big Cabin localiza-se a aproximadamente 220 m acima do nível do mar.

## Localidades na vizinhança
O diagrama seguinte representa as localidades num raio de 20 km ao redor de Big Cabin. 